# 片岡亀蔵 (4代目)
四代目 片岡亀蔵（よだいめ かたおか かめぞう、1961年〈昭和36年〉9月15日 - ）は、日本の歌舞伎役者で伝統歌舞伎保存会会員。屋号は松島屋、定紋は銀杏丸。歌舞伎名跡「片岡亀蔵」の当代。
本名は片岡 二郎（かたおか じろう）。

父は五代目片岡市蔵。父方の祖父は四代目片岡市蔵。兄は六代目片岡市蔵。妻は元福岡放送のアナウンサー・中村明美。東京都出身。青山学院高等部卒業。
師匠は二代目尾上松緑・初代尾上辰之助の2人。
ギョロッとよく効いた目と一文字の口で錦絵から抜け出たような面長の立派な役者顔、劇場の隅々まで響き渡る圧倒的な声量と天分に恵まれ、今や実兄・市蔵と共に脇役陣の中心的な存在。
時代物の敵役で古怪な雰囲気、師匠の松緑・辰之助の薫陶を受けた江戸っ子らしい身のこなしで世話物でも実力を発揮する上、抜群のコメディーセンスで新作でも印象に残る演技は数多い。ワン＆オンリーな個性を持つ実力派として芝居を支えている。

## 来歴
- 1961年9月15日 五代目片岡市蔵の次男として東京で生まれる。
- 1965年12月　歌舞伎座　『忠臣蔵』の天川屋義平の一子・由松で本名の片岡二郎を名乗り初舞台。
- 1969年11月　歌舞伎座　『弁天小僧女男白浪』の丁稚三吉ほかで四代目片岡亀蔵を襲名
- 1995年　名題昇進

## 受賞歴
- 1967年、1993年　国立劇場奨励賞
- 1995年、1999年　歌舞伎座賞
- 1998年　眞山青果賞助演賞
- 2001年　重要無形文化財（総合認定）に認定され、伝統歌舞伎保存会会員となる[3]。
- 2006年　国立劇場優秀賞

## 主な演目
- 菅原伝授手習鑑・寺子屋の春藤玄蕃
- 紅葉狩の腰元岩橋
- 眠駱駝物語（らくだ） - 駱駝の馬太郎　役
- 野田版　研辰の討たれ - からくり人形　役
- 大江戸りびんぐでっど - 与兵衛

## 人物・逸話
- 歌舞伎界きってのゾンビフリークとしても知られており、学生時代にジョージ・A・ロメロ監督製作の映画『ゾンビ』を見てから好きになったと語っている[4]。
- 2015年3月22日放送の『ウチくる!?』にて六代目中村勘九郎ゲスト回において亀蔵がゲスト出演した際には、亀蔵自身が勘九郎と六代目中村児太郎をゾンビ映画見物に連れて行ったことを語り、勘九郎自身は感銘を受けたが、児太郎には怖がられたと語っている。

公称身長174cm・体重70kg（※2006-2015年当時）・O型。
舞踊音曲の師匠：音曲は常磐津紫弘。
好きな食べ物：ナイルのムルギランチ。
好きな色：赤。私の宝物：学校時代からの友達。
趣味：映画、DVD鑑賞、美術館巡り。今いちばん欲しいもの：時間。
好きな映画作品：『ゴッドファーザー』『ゾンビ』。